# Turczanowo
Turczanowo (ros. Турчаново) – wieś (ros. село, trb. sieło) w zachodniej Rosji, w sielsowiecie zamarajskim rejonu wołowskiego w obwodzie lipieckim.

## Geografia
Miejscowość położona jest w dorzeczu rzeki Kszeń, 3 km od centrum administracyjnego sielsowietu zamarajskiego (Zamarajka), 9 km od centrum administracyjnego rejonu (Wołowo), 133 km od stolicy obwodu (Lipieck).
W granicach miejscowości znajduje się ulica Ługowaja (29 posesji).

## Demografia
W 2012 r. miejscowość zamieszkiwały 73 osoby.